# Fragile Tension / Hole to Feed
«Fragile Tension» / «Hole to Feed» és el quaranta-vuitè senzill de la banda britànica Depeche Mode i tercer de l'àlbum d'estudi Sounds of the Universe. També és el tercer senzill doble cara-A després de «Blasphemous Rumours / Somebody» i «John the Revelator / Lilian», i el segon senzill compost per Dave Gahan juntament amb Christian Eigner i Andrew Phillpott, després de «Suffer Well». Només fou publicat al Regne Unit.
El tema «Fragile Tension» és un dels més retrospectius de l'àlbum, pel seu so podria pertànyer a un dels discs antics de la banda. Es recolza bàsicament en sintetitzadors i molt poca corda, bateria acústica d'Eigner i la veu de Gahan en un to agut. La lletra tracta la fragilitat del medi ambient i del planeta. Pel que fa a «Hole to Feed» és una cançó rock però apropant-se a la música country estatunidenca i al drum and bass. Segons els mateix Gahan, és una cançó molt cínica sobre el desig d'omplir un forat enorme però sense saber amb què. Ambdues cançons van ser lleugerament editades i remesclades pel senzill, la primera fou novament arranjada i amb seccions eliminades, mentre que la segona tingué una nova instrumentació i veus més clares.
El videoclip per «Hole to Feed» fou dirigit per Eric Wareheim de Tim and Eric Awesome Show, no hi apareix cap membre de la banda. Pel que fa a «Fragile Tension», co-dirigit per Rob Chandler i Barney Steel, es mostre imatges dels tres integrants captades en concerts de la gira Tour of the Universe que es van dissolent en sorra. Cap de les imatges mostrades fou gravada especialment pel videoclip, sinó extretes de presentacions editades amb efectes viduals i realçades amb il·luminació. Ambdós videoclips van ser estrenats en el lloc web oficial de la banda, el primer al 25 de setembre de 2009 i el segon al 20 de novembre.
Ambdues cançons van ser incloses en la gira Tour of the Universe, però mentre «Hole to Feed» va ser interpretada en tots els concerts tal qual apareix en l'àlbum de forma electroacústica, «Fragile Tension» només fou interpretada en determinats concerts.

## Llista de cançons
12": Mute/12Bong42 (Regne Unit)
1. "Fragile Tension" (Stephan Bodzin Remix) − 9:14
2. "Fragile Tension" (Kris Menace's Love On Laserdisc Remix) − 6:24
3. "Hole To Feed" (Popof Vocal Mix) − 8:42
4. "Hole To Feed" (Paul Woolford's Easyfun Ethereal Disco Mix) − 9:24
5. "Perfect" (Roger Sanchez Club Mix) − 7:24
6. "Perfect" (Ralphi Rosario Dub) − 8:26
7. "Peace" (Herve's 'Warehouse Frequencies' Remix) − 5:10
8. "Peace" (Sander Van Doorn Remix) − 8:02

CD: Mute/CDBong42 (Regne Unit)
1. "Fragile Tension" (Radio Mix) − 3:36
2. "Hole To Feed" (Radio Mix) − 3:27
3. "Perfect" (Roger Sanchez Club Mix) − 7:24
4. "Come Back" (SixToes Remix) − 4:56
5. "Fragile Tension" (Laidback Luke Remix) − 7:52
6. "Hole To Feed" (Popof Vocal Mix) − 8:42
7. "Fragile Tension" (Peter Bjorn And John Remix) − 3:45
8. "Hole To Feed" (Joebot Remix) − 6:43

Descàrrega digital: Mute/iBong42 (Regne Unit)
1. "Fragile Tension" (Radio Mix) − 3:36
2. "Hole To Feed" (Radio Mix) − 3:27
3. "Come Back" (SixToes Remix) − 4:56
4. "Perfect" (Ralphi & Craig Club Mix) − 8:49
5. "Fragile Tension" (Stephan Bodzin Remix) − 9:14
6. "Hole To Feed" (Paul Woolford's Easyfun Ethereal Disco Mix) − 9:24
7. "Perfect" (Roger Sanchez Club Mix) − 7:24
8. "Fragile Tension" (Solo Loves Panorama Remix) − 6:10
9. "Hole To Feed" (Popof Vocal Mix) − 8:42

Descàrrega digital: Mute/LiBong42 (Regne Unit)
1. "Fragile Tension" (Radio Mix) − 3:36
2. "Hole To Feed" (Radio Mix) − 3:27
3. "Come Back" (SixToes Remix) − 4:56
4. "Perfect" (Ralphi & Craig Club Mix) − 8:49
5. "Fragile Tension" (Stephan Bodzin Remix) − 9:14
6. "Hole To Feed" (Paul Woolford's Easyfun Ethereal Disco Mix) − 9:24
7. "Perfect" (Roger Sanchez Club Mix) − 7:24
8. "Fragile Tension" (Solo Loves Panorama Remix) − 6:10
9. "Hole To Feed" (Popof Vocal Mix) − 8:42
10. "Perfect" (Ralphi & Jody Club Mix) − 7:39

- «Fragile Tension», «Peace» i «Perfect» són compostes per Martin Gore.
- «Hole To Feed» i «Come Back» són compostes per Dave Gahan, Andrew Phillpott i Christian Eigner.